# Beauvilliers, Loir-et-Cher

Beauvilliers este o comună în departamentul Loir-et-Cher, Franța. În 1 ianuarie 2018 avea o populație de 61 de locuitori.